# علی کیتا
علی کیتا (انگلیسی: Aly Keita؛ زادهٔ ۸ دسامبر ۱۹۸۶) بازیکن فوتبال سوئد اهل گینه است.
از باشگاه‌هایی که در آن بازی کرده است می‌توان به باشگاه فوتبال اشتوتگارت و باشگاه فوتبال اوسترشوندس اشاره کرد.
وی همچنین در تیم ملی فوتبال گینه بازی کرده است.